# 明和町ふるさと会館
明和町ふるさと会館（めいわちょうふるさとかいかん）は、三重県多気郡明和町にある生涯学習施設。明和町立図書館と明和町立歴史民俗資料館からなる。

## 概要
- 構造：鉄筋コンクリート造り（一部鉄骨造り）2階建て[1]
- 建築面積：936.164m2 [1]
- 延べ床面積：1,428.541m2 [1]。1階：899m2、2階：530m2[2]。
- 1階は図書館、2階は歴史民俗資料館となっている。

## 沿革
1977年（昭和52年）に明和町立中央公民館（2階建て）が完成、2階の一部に図書室が設置される。
1990年（平成2年）に明和町は生涯学習の拠点として、中央公民館図書室に代わる図書館と郷土資料館を併設した施設の建設を開始し、1991年（平成3年）に明和町立ふるさと会館としてオープンさせた。
2007年（平成19年）から指定管理者制度を導入し、図書館業務受託会社「リブネット」に運営を委託し、公設・民営の図書館となった。なお、リブネットは明和町立明和中学校の図書室の管理運営も2002年（平成14年）から委託されている。

### 年表
- 1976年（昭和51年）8月18日 - 中央公民館着工（地鎮祭）[4]。
- 1977年（昭和52年）3月31日 - 中央公民館完成[5]。
- 1977年（昭和52年）5月2日 - 中央公民館竣工式[6]。
- 1990年（平成2年）7月17日 - ふるさと会館着工[1][2]。
- 1991年（平成3年）3月30日 - ふるさと会館竣工[1][2]。
- 1991年（平成3年）6月1日 - 中央公民館図書室閉鎖[7]。
- 1991年（平成3年）6月13日 - ふるさと会館完成式[7]。
- 1991年（平成3年）7月13日 - ふるさと会館開館[2][8]。
- 2007年（平成19年）4月1日 - 指定管理者制度を導入、リブネット・イセット共同事業体に運営を委託[9]。

## 周辺
- 明和町立中央公民館
- 明和郵便局
- 松阪警察署 明和交番
- 明和町役場
- JA多気郡 本店
- 明和町立明和中学校 (三重県)

## 交通アクセス
- 近鉄山田線 斎宮駅より北東へ約2km、徒歩約25分。
- 明和町町民バス 役場停留所から東へ約100m、徒歩約1分。